# Somersby (Inglaterra)

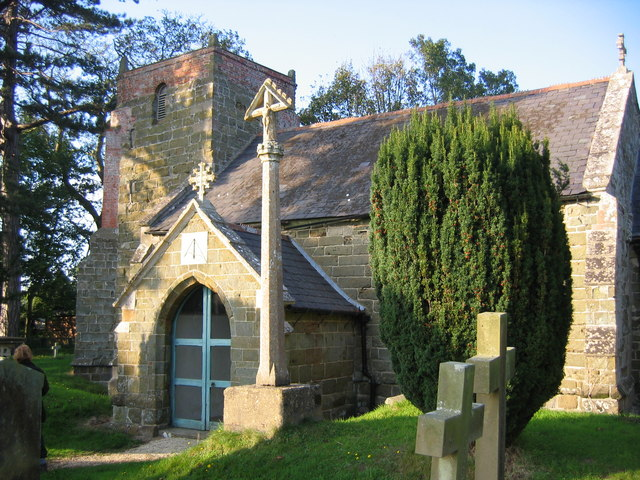
Nave, torre oeste e pórtico sul da igreja paroquial de St. Margaret, Somersby, Lincolnshire, vista do sudeste

Somersby é uma pequena vila e uma paróquia em Lincolnshire Wolds, no condado de Lincolnshire, Inglaterra, a cerca de 10 km (6 milhas) a noroeste de Spilsby e a cerca de 11 km a leste-nordeste de Horncastle. A paróquia cobre cerca de 600 acres. Alfred Tennyson, o Poeta laureado, nasceu e cresceu lá.